# Renealmia heleniae
Renealmia heleniae är en enhjärtbladig växtart som beskrevs av Paul Maas. Renealmia heleniae ingår i släktet Renealmia och familjen Zingiberaceae.
Artens utbredningsområde är Panama. Inga underarter finns listade i Catalogue of Life.